# Manikaran (Krater)
Manikaran ist ein Einschlagkrater auf (951) Gaspra, einem Asteroiden des inneren Hauptgürtels aus der Flora-Familie.
Der mittlere Durchmesser des Kraters beträgt circa 500 Meter. Er befindet sich in der Nähe des größeren Kraters Spa in der Yeates Regio auf 62° Nord und 155° West.
(951) Gaspra war der erste Asteroid, der von einer Raumsonde besucht wurde. Auf dem Weg zum Jupiter passierte Galileo 1991 den Asteroiden in nur 1600 Kilometer Entfernung und konnte detaillierte Aufnahmen von 80 Prozent der Oberfläche machen.

## Benennung
Der Krater wurde 1994 nach dem Kurort Manikaran benannt. Manikaran liegt im Parvati Valley im Distrikt Kullu im Norden des indischen Bundesstaates Himachal Pradesh und ist für seine Thermalquellen bekannt. Da der Asteroid (951) Gaspra nach einem Kurort, dem Seebad Haspra auf der Halbinsel Krim, benannt wurde, werden die Krater auf seiner Oberfläche nach bekannten Kurorten benannt.